# Symplana viridinervis
Symplana viridinervis är en insektsart som beskrevs av Kirby 1891. Symplana viridinervis ingår i släktet Symplana och familjen Acanaloniidae. Inga underarter finns listade i Catalogue of Life.